# منى الشرقاوي
منى الشرقاوى هي مذيعة ومقدمة برامج مصرية، وفي البرنامج التلفزيوني البيت بيتك. زوجة الكاتب والسيناريست يوسف معاطي.انفصلت لفترة عن زوجها .قدمت برنامج البيت بيتك لكنها عادت مرة أخرى للتلفزيون المصري من خلال برنامج مصر النهارده